# Ballo al Savoy
Ballo al Savoy (in tedesco Ball im Savoy) è un'operetta in tre atti e un preludio su musica di Paul Abraham e libretto di Alfred Grünwald e Fritz Löhner-Beda.

## Storia
Fu rappresentata per la prima volta il 23 dicembre 1932 al Komische Oper Berlin di Berlino con Gitta Alpár, Arthur Schröder, Trude Berliner e Victor de Kowa. La versione in lingua inglese - con il titolo Ball At The Savoy - andò invece in scena l'8 settembre 1933 al Drury Lane Theatre di Londra. Fu l'ultimo fra i successi maggiori del compositore Abraham.
Al Teatro Reinach di Parma va in scena il 27 marzo 1934.
Per il Teatro Verdi di Trieste, nel 1955 l'operetta va in scena al Castello di San Giusto, interpretata da Nuto Navarrini ed Elvio Calderoni diretti da Cesare Gallino; nel 1957, viene messa in scena dal Teatro Stabile di Trieste al Politeama Rossetti nel 1976 e nel 1977 con Daniela Mazzucato per la regia di Gino Landi nel 2002.

## La musica
La partitura dell'operetta risulta essere più moderna rispetto al libretto su cui si basa, facendo un uso abbondante di musiche a ritmo di foxtrot (danza) e balli di impronta latino-americana come il tango e il paso doble. Sono compresi, comunque, anche numeri con musiche a ritmo di valzer secondo il canone classico e sullo stile del valzer inglese.
Nel preludio che funziona da ouverture Abraham inserisce alcuni raffinati e moderni (almeno per l'epoca) sviluppi armonici, pur facendone un modico uso e limitatamente ad alcune battute. Il suo fine principale era quello, come egli stesso ebbe modo di dichiarare, di cercare insistentemente il successo, strizzando l'occhio tanto al teatro di rivista di Broadway quanto al cinema che negli stessi anni sviluppa in maniera massiccia il sistema sonoro.

## Il cast
Sebbene l'opera esuli un po' dallo stile tipico del genere, e faccia parte del repertorio relativamente recente dell'operetta, i suoi personaggi sono disegnati secondo lo schema classico:  Aristide (tenore) è un giovane tentato dal tradimento amoroso. Madeleine (soprano) è per contro una persona moderna, pronta a dare il meglio di sé e afflitta da mille scrupoli: se si vuole, una femminista prima del tempo, appoggiata dalle altre figure femminili dell'operetta. Mustafa è infine il personaggio pittoresco, quasi una figura fumettistica. Il cast è completato da Daisy (la soubrette). Furba e coraggiosa la sua parte, sa quello che vuole e come fare per ottenerlo.

## Personaggi
| Versione originale                                 | Versione italiana   |
| -------------------------------------------------- | ------------------- |
| Aristide, Marchese di Faublas (tenore)             | Aristide            |
| Madeleine, sua moglie (soprano)                    | Maddalena           |
| Mustapha Bei (comico)                              | Mustafà Bey         |
| Daisy Darlington, compositrice di jazz (soubrette) | Daisy Parker        |
| Celestin Formand, giovane avvocato                 | Celestino           |
| Tangolita, danzatrice argentina                    |                     |
| Pomerol, cameriere del Savoy                       |                     |
| Renè                                               |                     |
| Maurice                                            |                     |
| Lilly                                              |                     |
| Hermence                                           |                     |
| Paulette                                           |                     |
| Bebé, cameriera di Maddalena                       |                     |
| Archibald, cameriere di Aristide                   | Arcibaldo           |
| Mizzi, di Vienna, moglie divorziata di Mustapha    | Mizzi di Vienna     |
| Blanca, di Praga, moglie divorziata di Mustapha    | Bessie di Londra    |
| Lucia, di Roma, moglie divorziata di Mustapha      | Giulietta di Parigi |
| Mercedes, di Madrid, moglie divorziata di Mustapha | Conchita di Madrid  |
| Trude, di Berlino, moglie divorziata di Mustapha   | Trude di Berlino    |
| Ilonka, di Budapest, moglie divorziata di Mustapha | Ilonka di Budapest  |
| Ernest Bennué                                      |                     |
| Ospiti di casa Faublas, Ballerini, Paggi, Modelle  |                     |

## Sinossi
La vicenda, eccetto il preludio che evoca Venezia, è ambientata a Nizza, all'Hotel Savoy.

## Numeri musicali nella versione italiana

### Atto I
- Introduzione e coro: O mia Venezia
- Maddalena, Aristide e Coro: Canzon d'amore (paso doble)
- Duetto Maddalena-Aristide: Il tuo maritin è con te (valzer inglese)
- Mustafà: Mon cher Papa
- Entrata di Daisy: Su e giù
- Duetto Maddalena-Daisy: Questa notte
- Canzone di Maddalena: Che spera una donna fedele?
- Finale atto I

### Atto II
- Intermezzo
- Tangolita e Coro: La bella Tangolita
- Mustafà e Coro: Quando il turco bacia (fox-trot)
- Maddalena, Aristide e Coro: Toujours l'amour
- Daisy, Mustafà e Coro: Perché m'innamorai di te?
- Maddalena e Coro: Un rosso fior, un caldo cuor (tango)
- Maddalena e Celestino: Reminiscenza Toujours l'amour
- Finale atto II

### Atto III
- Intermezzo
- Reminiscenza
- Duetto Maddalena-Mustafà: Al Belucistan
- Duetto Daisy-Mustafà: Reminiscenza Perché m'innamorai di te?
- Finale atto III

## Al cinema e in tv
- (EN) Ballo al Savoy, su IMDb, IMDb.com. (1935, Austria/Ungheria)
- (EN) Ballo al Savoy, su IMDb, IMDb.com. (1936, GB)
- (EN) Ballo al Savoy, su IMDb, IMDb.com. (1964, TV, BRT, Belgio)
- (EN) Ballo al Savoy, su IMDb, IMDb.com. (1971, TV, ZDF), Germania Ovest)
- (EN) Ballo al Savoy, su IMDb, IMDb.com. (Melodii odnoy operetty, 1978, TV, Russia)